# Ealdorman
Un ealdorman era il magistrato supremo delle contee britanniche (cioè inglesi nell'età compresa tra il 900 e l'età vichinga). Lo ealdorman, tradotto in latino come dux o præfectus era quindi il magistrato in capo di una contea dell'Inghilterra anglosassone. 
L'ealdorman era al comando dell'esercito della contea e dei distretti che controllava come rappresentante del Re. In origine gli ealdorman erano nominati dai sovrani e venivano dalle più antiche e potenti famiglie, ma in seguito furono spesso scelti tra i comites dei re (cioè tra la cerchia dei loro più stretti amici e collaboratori) e molti, specie nel primo periodo vichingo, erano nuovi a questo ufficio. Nel periodo anglosassone un ealdormancy era un corpo composto da più ealdorman che governava più contee. 
Il termine andò poi scomparendo gradualmente e al suo posto comparve quello vichingo di eorl (derivante dal norreno Jarl) , che si trasformò poi in earl, che corrisponde a quello di conte, derivato dal francese comte, che derivava a sua volta dal latino comes (singolare di comites).  Gli ealdormen possono dunque essere considerati come i primi earl inglesi, che alla fine divennero i grandi earldom anglo-vichinghi e anglo-normanni d'Inghilterra. Il termine sopravvive nel moderno alderman ovvero aldermanno, membro del consiglio municipale di molti paesi anglosassoni. 